# Georg Dessel

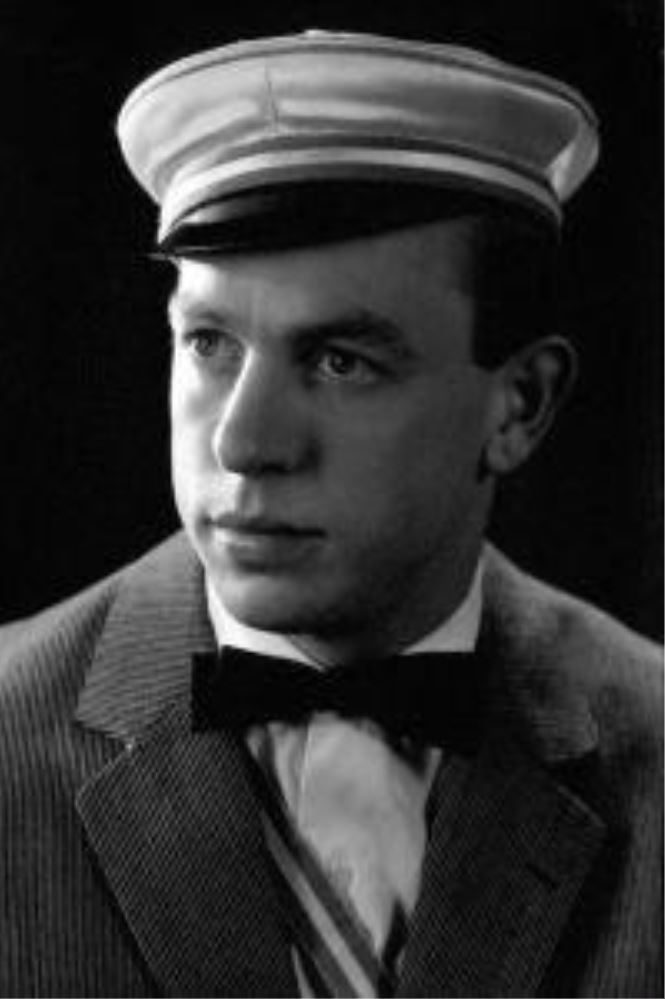
Georg Dessel als Student an der RWTH Aachen

Georg Dessel (* 2. Juni 1935 in Witten, Nordrhein-Westfalen) ist ein deutscher Diplom-Ingenieur, Ehrenvorsitzender des Märkischen Arbeitgeberverbandes und ehemaliger Geschäftsführer.

## Leben
Nachdem er als erste bildende Einrichtung die Grundschule in Sprockhövel besucht hatte, wechselte Georg Dessel auf das mathematisch naturwissenschaftliche Gymnasium in Hattingen. Als Höhepunkt seines Engagements in der Schule wurde er 2 Jahre als Schulsprecher des Gymnasiums gewählt. Seinen ersten Abschluss erhielt er 1956 mit dem Abitur. Im Anschluss zur Schule folgte ein sechsmonatiges Praktikum als Schichtarbeiter in der Henrichshütte in Hattingen und anschließend der Beginn seines Studiums der Eisenhüttenkunde an der Rheinisch-Westfälischen Technischen Hochschule in Aachen. Dieses schloss er 1961 erfolgreich als Diplom-Ingenieur ab. Georg Dessel trat 1956 in die Aachener Turnerschaft Rheno-Borussia ein und bekleidete als Bursche zwei Semester das Amt des Fechtchargierten. Als Alter Herr führte er mehr als 25 Jahre das Amt des Kassenwartes und des Schriftführers im Hausverein. Georg Dessel ist Zeit seines Lebens ein begeisterter Sportler gewesen. Über 35 Jahre spielte er aktiv Handball in seinem Heimatverein, der TSG Sprockhövel und gehörte während seines Studiums in Aachen dem Kader der Handballmannschaft der RWTH Aachen an, mit zahlreichen internationalen Einsätzen. Seit dem Jahre 2000 ist Georg Dessel verheiratet mit Dr. med. Angelika Dessel. Aus erster Ehe hat Georg Dessel drei Söhne. Heutzutage widmet er Teile seiner Zeit dem Studium der Geschichte an der Ruhr-Universität Bochum.

## Berufliche Laufbahn
Nach dem bestandenen Diplom-Examen 1961 begann seine berufliche Tätigkeit als Planungsingenieur in der amerikanischen Firma Knight Engineering in Zürich. Während dieser Zeit kam er Tätigkeiten in Deutschland, der Schweiz und in Italien nach. 1963 übernahm Georg Dessel die Leitung des väterlichen Gießerei-Betriebes in Sprockhövel, zunächst als Betriebsleiter, später als Inhaber-Geschäftsführer. 1976 verließ er das Unternehmen. Von 1970 bis 2004 war er Geschäftsführer der Maschinenfabrik WESERO in Sprockhövel. Während dieser Zeit initiierte er die Gründungen mehrerer Tochterfirmen. Ebenfalls beteiligte er sich an der Firma DALUX in Phoenix, USA, sowie an Gründungen diverser Verkaufsniederlassungen in Frankreich, England, Italien, Indien, Taiwan und Hongkong.

## Engagement
Georg Dessel war von 1973 bis 2004 Mitglied des Vorstandes des Märkischen Arbeitgeberverbandes (MAV), eines Verbandes der Metall- und Elektroindustrie. In den Jahren von 1992 bis 2004 war er Vorsitzender dieses Arbeitgeberverbandes. Außerdem leitete er den Ortsverband Sprockhövel. Nach seinem Ausscheiden als Vorstand wurde Georg Dessel 1975 Mitbegründer des Werksarzt-Zentrums (WAZ) in Hagen, Schwelm und Gevelsberg und gehörte dessen Vorstand bis 1992 an. Infolgedessen wurde Georg Dessel 2004 zum Ehrenvorsitzenden des MAV gewählt. In der Zeit von 1985 bis 1992 war er Vorsitzender des WAZ, im Jahr 1996 zusätzlich Vorsitzender des Aufsichtsrates des Verbandes der Industriellen GmbH. Von 1992 bis 2004 war er Mitglied im Vorstand des Verbandes der Metall- und Elektro-Industrie NRW in Düsseldorf, seit 1996 Mitglied des Vorstandsrats, dem tarifpolitischen Gremium und Mitglied der Tarif-Verhandlungskommission. Von 1998 bis 2004 wurde er zum Vizepräsidenten des Verbandes der Metall- und Elektro-Industrie NRW gewählt.

## Auszeichnungen
2001 wurde Georg Dessel mit dem Bundesverdienstkreuz für sozial- und tarifpolitisches Engagement ausgezeichnet.
Als Mitglied der Vollversammlung der Südwestfälischen Industrie- und Handelskammer zu Hagen wurde er mit der Harkort-Medaille in Silber geehrt.